# Flöjtkvartett
En flöjtkvartett har vanligtvis besättningen flöjt, violin, viola och cello. Genren uppstod i mitten av 1700-talet. De mest kända verken torde vara de av Mozart.